# Mattsmyra kapell
Mattsmyra kapell är en kyrkobyggnad som tillhör Alfta-Ovanåkers församling i Uppsala stift. Det ligger cirka 18 kilometer norr om Voxna utmed Länsväg 296 i Hälsingland.

## Kapellet
Träkapellet byggdes 1891 och föregicks av ett likadant kapell som byggdes 1888 men brann ned julnatten 1890. Ritningarna var gjorda av prästen och folkskoleinspektören Richard Norén.
Kapellet består av ett långhus med sydvästlig-nordöstlig orientering. Vid sydvästra kortsidan finns ingången och vid nordöstra kortsidan finns koret och bakom detta en vidbyggd lägre sakristia. Byggnaden har ett brant sadeltak som är klätt med tegelprofilerad plåt. Mitt på taket finns en takryttare som kröns med en hög spira. Sydvästra och nordöstra gaveln har varsitt rosettfönster. Övriga fönster är spetsbågiga.
Nordväst om kapellet finns en fristående klockstapel som är jämngammal med första kapellet som uppfördes 1888. Stapeln är vitmålad och har en plåtklädd spira som kröns med ett järnkors. I stapeln hänger en kyrkklocka som rings för hand.

## Inventarier
- Altaruppsatsen är utförd av bildhuggaren Carl Johan Dyfverman och består av ett kors med svepeduk och törnekrona.
- En mångarmad ljuskrona av trä hänger mitt i kapellet.
- Vid norra väggen står en åttakantig predikstol på en pelare. Varje sida av predikstolen har målade kors. Ovanför predikstolen sitter ett åttkantigt ljudtak med bibelcitat som har ett träkors överst.
- I koret finns en dopfunt med lock, en psalmnummertavla samt fyra lösa stolar med hög rygg. Alla dessa tillhör den ursprungliga inredningen.
- Elorgel med två manualer fanns omkring 1990.[1]

### Webbkällor
- Alfta-Ovanåkers församling
- byggnadspresentation